# Tommaso Benedetto
Tommaso Benedetto de Pesaro (Pesaro, século XVI) foi um arquiteto e engenheiro militar italiano que trabalhou em Portugal durante o reinado de D. Sebastião a convite dos regentes D. Catarina de Áustria e do Cardeal D. Henrique.

## Biografia
Em 1558, contratado pela regente D. Catarina de Áustria, transferiu-se para Portugal, onde ajudou a consolidar o estilo renascentista na arquitetura militar.
Em 1567, durante a regência do Cardeal D. Henrique (1562-1568), e após o ataque levado a cabo por corsários franceses sob o comando de Pierre Bertrand de Montluc ao Funchal (outubro de 1566), e de outro que foi repelido em Angra, Benedetto foi enviado para os Açores, juntamente com o engenheiro Pompeo Arditi, também proveniente de Pesaro. O objetivo da visita era orientarem o reforço da fortificação já existente e estabelecer novas fortificações nos locais vulneráveis a um desembarque, já que, vindo o inimigo forçosamente pelo mar, a defesa das ilhas deveria centrar-se nos portos e ancoradouros, guarnecidos pelas populações locais, sob a responsabilidade dos respetivos corpos de ordenanças concelhios.
Durante a estadia nos Açores, para além de terem visitado as ilhas de São Miguel, Terceira e Faial, consideradas as de maior importância estratégica, visitaram a ilha de São Jorge. Para essas ilhas traçaram um plano defensivo assente sobre fortes costeiros, artilhados de forma a cruzarem fogos sobre as potenciais zonas de desembarque hostil.
Traçou, ainda nesse ano, um plano defensivo para a Terceira, nomeadamente da cidade de Angra, implementado até ao fechamento da baía de Angra com uma extensa muralha, concluída em 1582. Nele se destacavam:
- o Castelo de São Sebastião, iniciado em 1572 para defesa do porto das Pipas;
- o Forte de Santo António do Monte Brasil (1573), que cruzava fogos com o anterior na entrada da baía de Angra;
- o Forte do Porto Novo, para defesa do Porto Novo, na parte mais recuada da baía.

A maior parte das fortificações previstas nesse plano só seria implementada no contexto da crise de sucessão de 1580, entre 1579 e 1583, por determinação do corregedor dos Açores, Ciprião de Figueiredo e Vasconcelos:
"Não havia naquele tempo [Crise de sucessão de 1580] em toda a costa da ilha Terceira alguma fortaleza, exceto aquela de S. Sebastião, posto que em todas as cortinas do sul se tivessem feito alguns redutos e estâncias, nos lugares mais suscetíveis de desembarque inimigo, conforme a indicação e plano do engenheiro Tomás Benedito, que nesta diligência andou desde o ano de 1567, depois que, no antecedente de 1566, os franceses, comandados pelo terrível pirata Caldeira, barbaramente haviam saqueado a ilha da Madeira, e intentado fazer o mesmo nesta ilha, donde parece que foram repelidos à força das nossas armas."
Na ilha de São Miguel terá sido responsável pela reformulação da traça do Forte de São Brás de Ponta Delgada (1569).
Para a ilha do Faial projetou o Forte de Santa Cruz da Horta e acredita-se ser ainda o responsável, na ilha de São Jorge, pelo projeto do Forte de Santa Cruz das Velas.